# Strandnattljussläktet
Strandnattljussläktet (Camissonia) är ett släkte växter i familjen dunörtsväxter från Nordamerika. En art är vildväxande i Sydamerika. Några arter odlas som ettåriga trädgårdsväxter i Sverige.
Strandnattljussläktets arter liknar dem i nattljussläktet (Oenothera) men pistillens märke är klubblikt, och inte delat i fyra flikar som hos Oenothera.
Arter enligt Catalogue of Life:

- Camissonia benitensis
- Camissonia bolanderi
- Camissonia breviflora
- Camissonia campestris
- Camissonia contorta
- Camissonia dentata
- Camissonia dominguez-escalantorum
- Camissonia integrifolia
- Camissonia kernensis
- Camissonia lacustris
- Camissonia ovata
- Camissonia parvula
- Camissonia pubens
- Camissonia pusilla
- Camissonia sierrae
- Camissonia strigulosa
- Camissonia subacaulis
- Camissonia tanacetifolia

## Bildgalleri

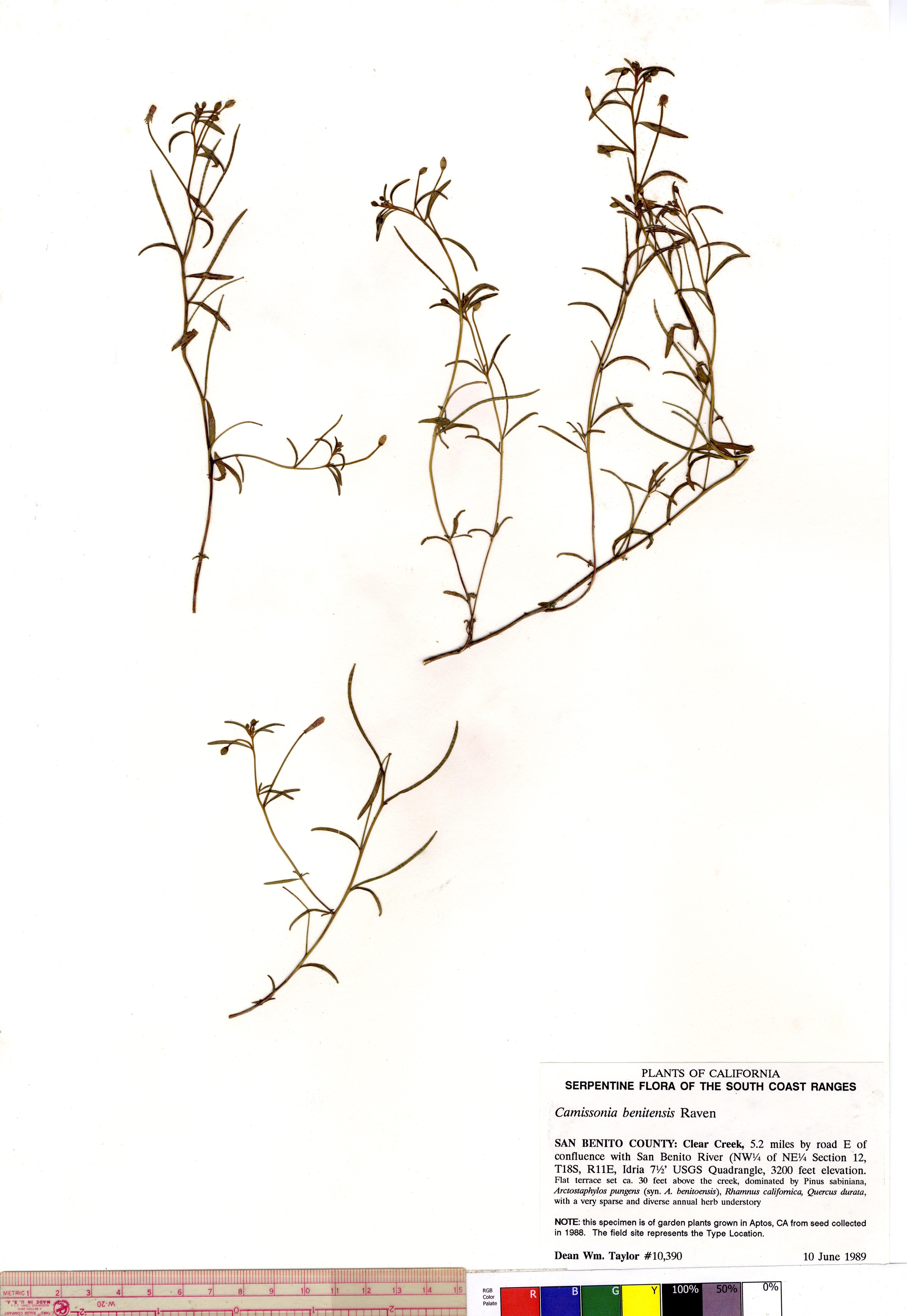
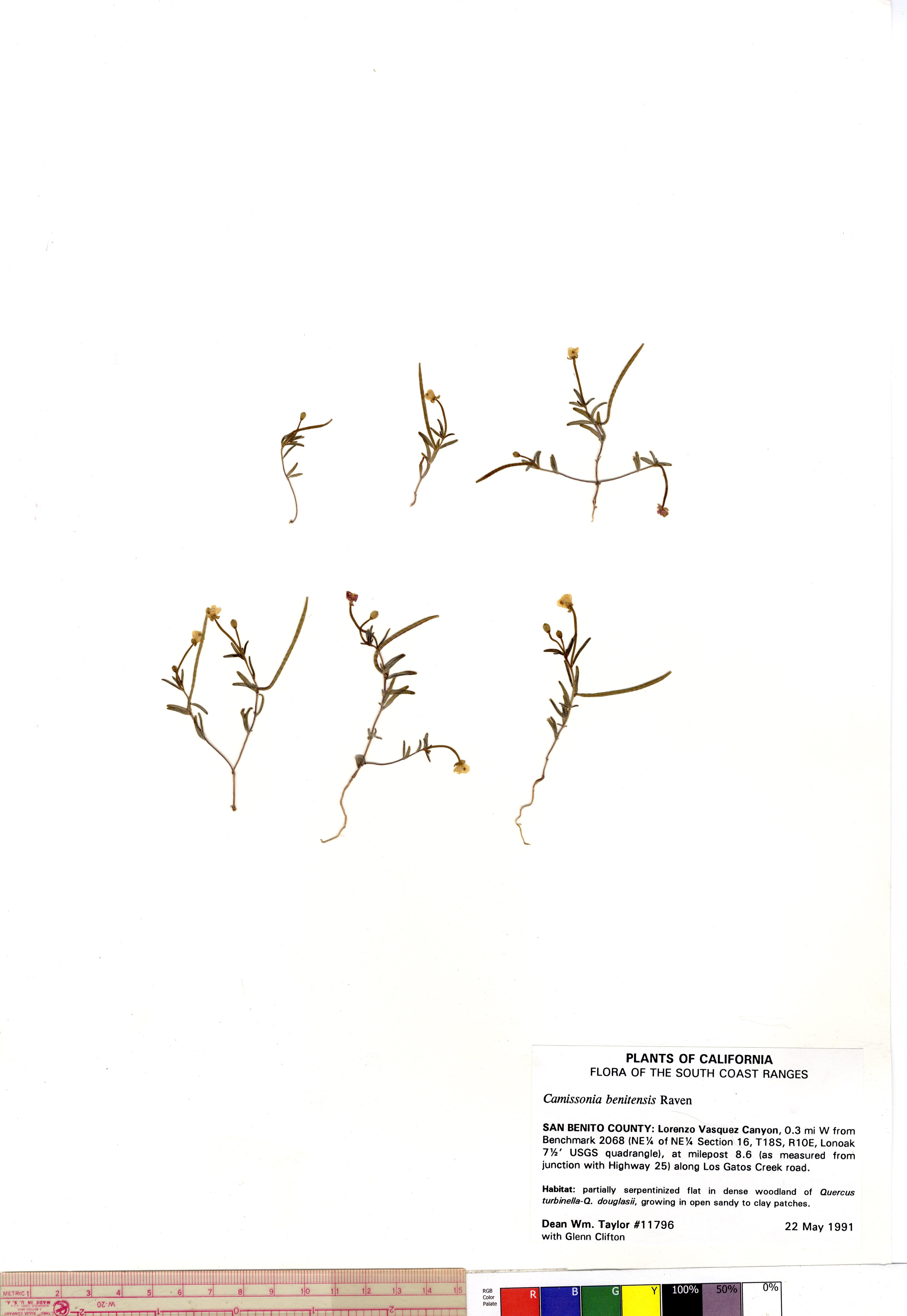
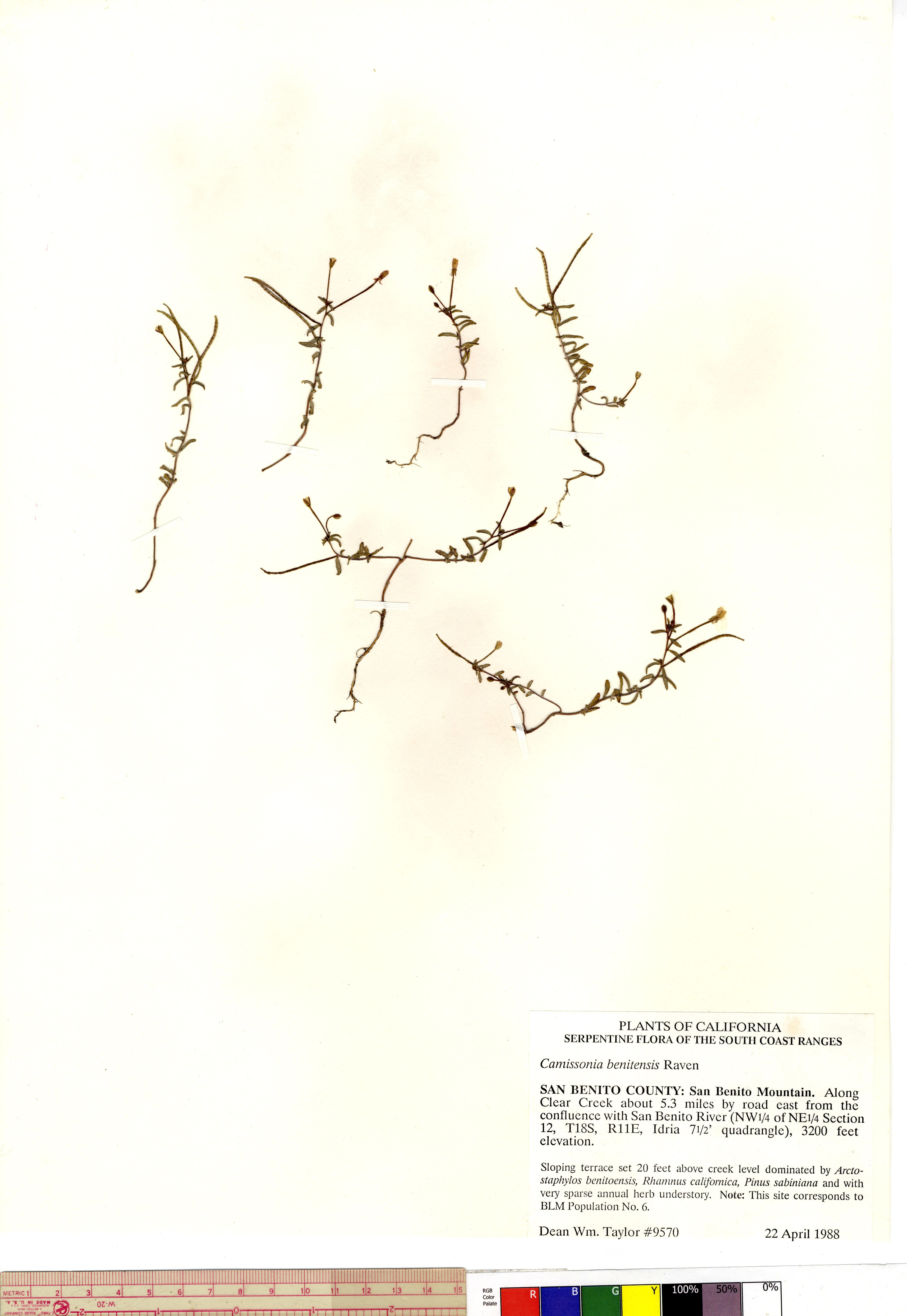
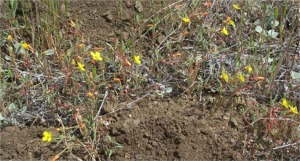
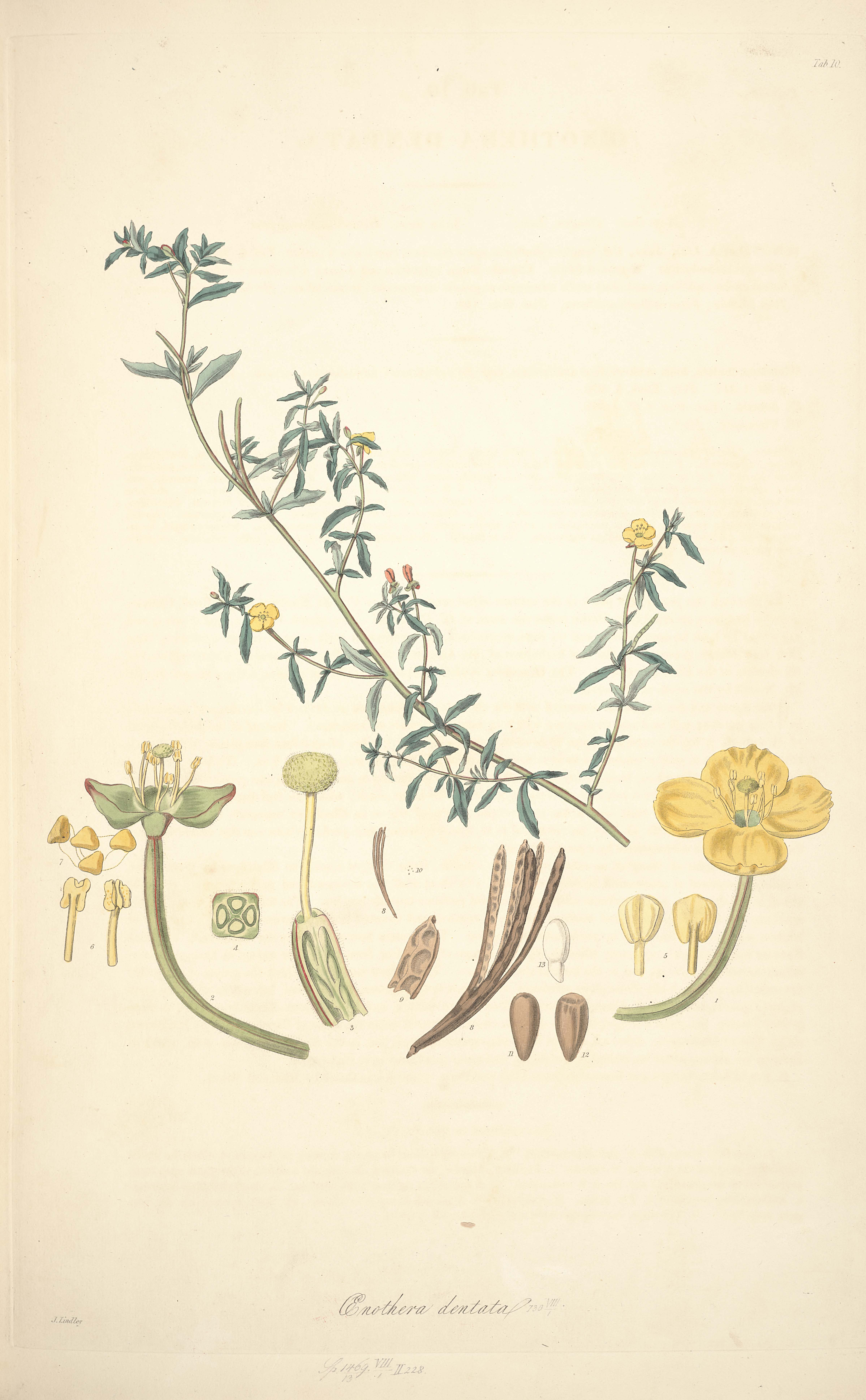
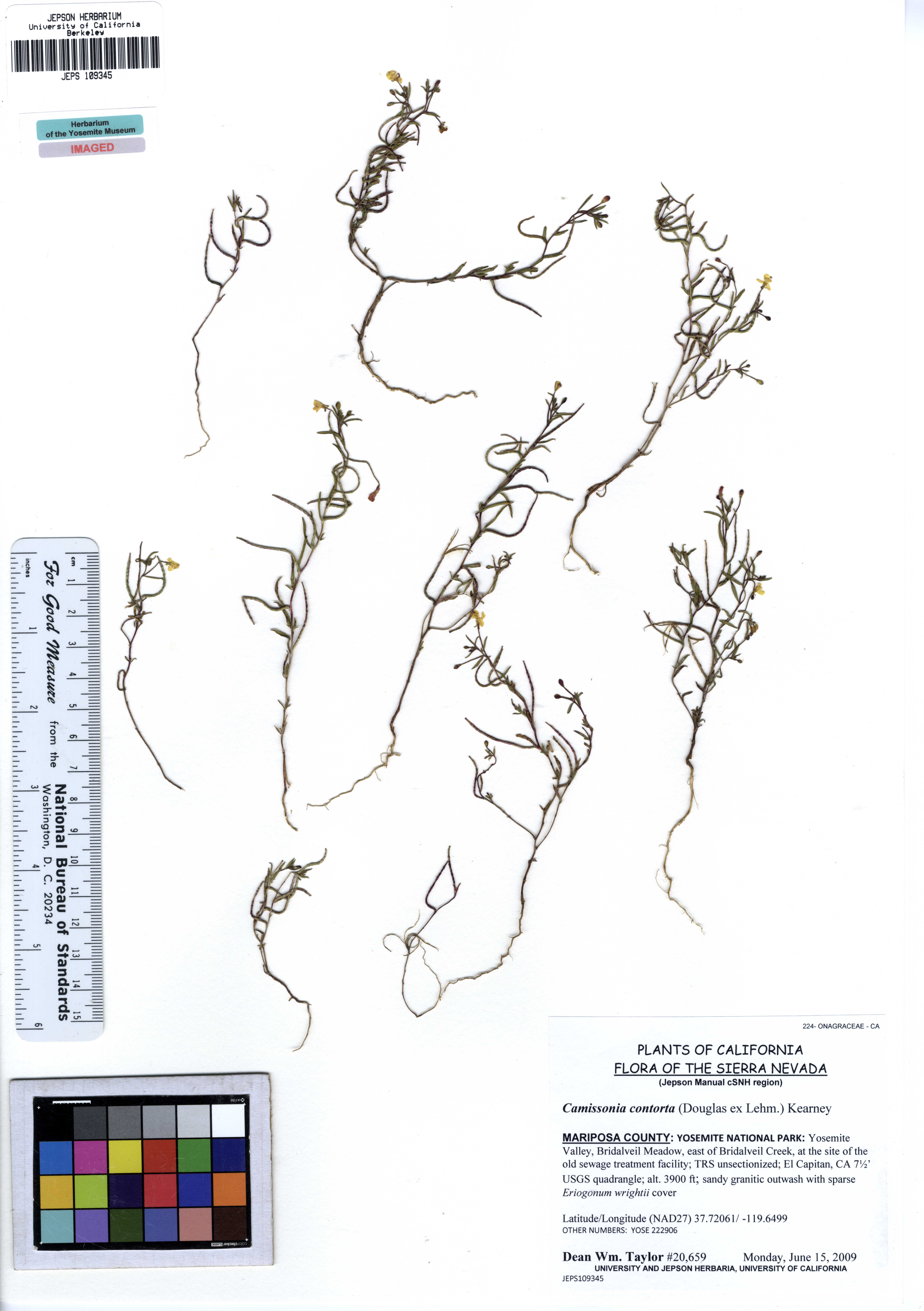